# Farmacolite

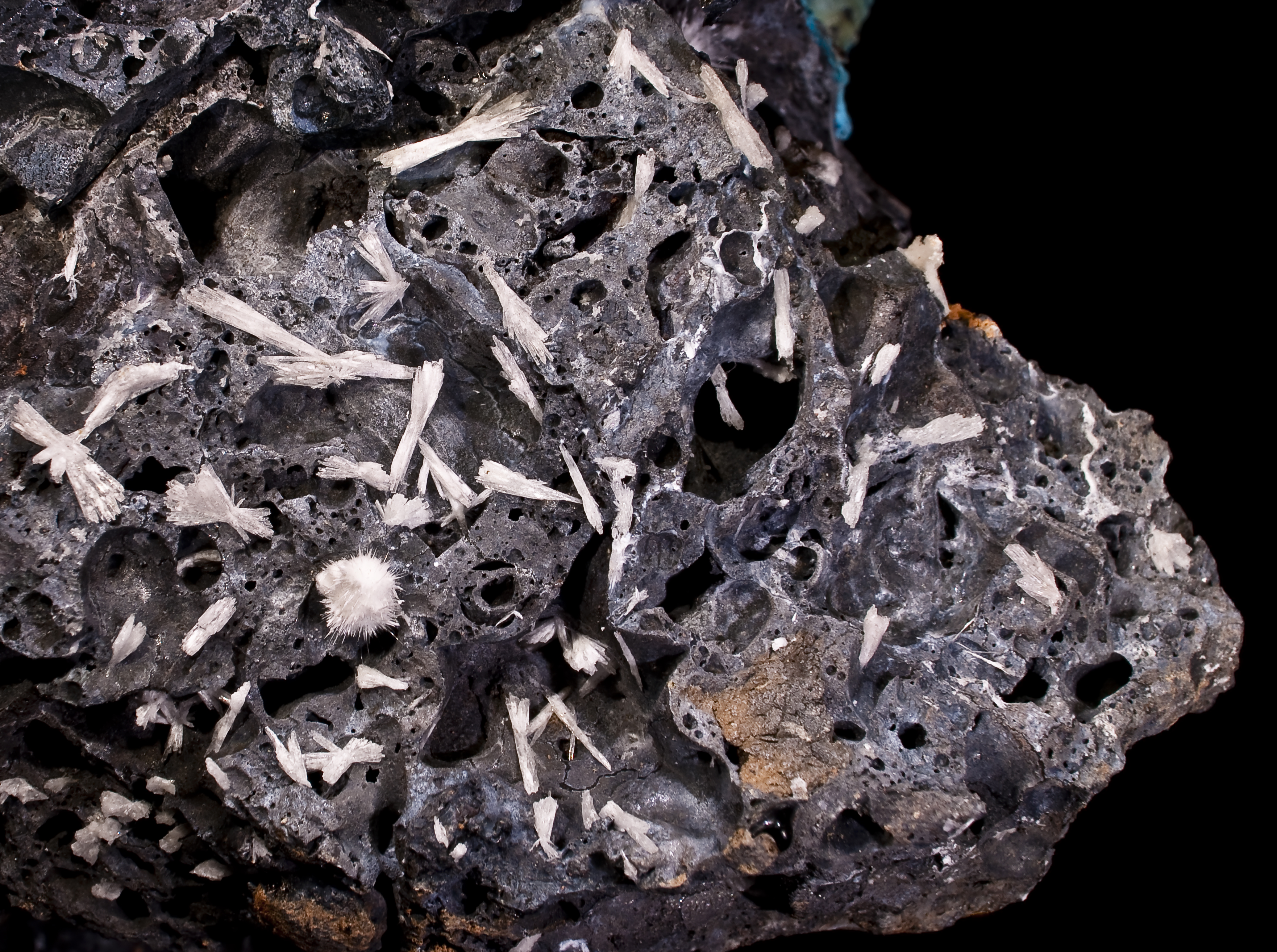
Farmacolite

A farmacolite (do grego farmakon, veneno e lithos, pedra) é um mineral de cor branca, esverdeada ou azulada. Cristaliza no sistema monoclínico e apresenta-se sob a forma de cristais finos e alongados. Trata-se de um mineral secundário associado a outros minerais de arsénio.

## Características
- Brilho: sedoso
- Dureza: 2
- Composição química: AsO4HCa . 2H2O